# マダガスカルの国旗
マダガスカルの国旗（フランス語:Drapeau de Madagascar）は、独立の2年前、1958年10月14日に制定。国民投票によって決められた。白と赤の配色は、マダガスカルの大部分を支配していたメリナ王国の最後の支配者であるラナヴァルナ3世の時代のメリナ王国旗としても使用されていた。白と赤は、メリナ人のルーツとも言われるインドネシアの国旗と同じルーツであると言われている。緑は、海岸地方に住み、独立後に政治の中央部を占めることになったベツィミサラカ人の色である。
三色で自由・愛国・進歩を表しているとも言われる。

現在の大統領旗

## 歴史的な旗

?メリナ王国の旗
?マラガシ保護領の旗（1885年から1896年まで）
?マラガシ保護領の旗（1896年から1958まで）